# Hisamuddin Alam Shah
Hisamuddin Alam Shah, né le 13 mai 1898 à Kuala Langat et mort le 1er septembre 1960 à Kuala Lumpur, est sultan de l'État du Selangor de 1938 à 1942 et de 1945 à sa mort et roi de Malaisie de 1960 à sa mort.